# Museo Muñoz Sola de Arte Moderno
El Museo Muñoz Sola de Arte Moderno (MMSAM) es una antigua casa-palacio de Tudela (Navarra), perteneciente a los Veráiz, que en la actualidad sirve de sede al museo donde se conserva y expone la amplia colección de arte perteneciente al pintor tudelano César Muñoz Sola (1921-2000) y donde, además, se realizan periódicamente exposiciones de arte moderno.

## El edificio
Ubicado junto a la casa consistorial, esta Casa - Palacio de los Veráiz, pertenecía a una familia noble tudelana que desde época medieval. Varios miembros de este linaje desempeñaron diversos cargos en la Corte de Navarra y en la Merindad de Tudela. 
De la fábrica gótica primigenia se guarda una enjuta de la arquería del primer piso con una piedra armera de los Veráiz, la más antigua de este tema de Tudela, conservada testimonialmente en la fachada. De la misma época se conservan dos bodegas de sillería destinadas como salas de talleres y cursos. 
Domingo Veráiz Magallón encarga en 1768 la reforma del edificio a Felipe Domenech y a Manuel Barrera, herrero, siendo remodelado profundamente durante este período barroco. Reflejo de este nuevo estilo se observa «en el ritmo clasicista de los ventanales de fachada y en la sencilla decoración de placas pinjantes de los antepechos que sustentan los balcones.»

## El museo
Abierto en 2003, el museo ocupa ahora la planta baja de este palacio prestando servicios culturales, con dos plantas que acogen las salas de exposiciones de pintura del siglo XIX, además de las exposiciones temporales. En un principio en el diseño y distribución de las obras no se había contemplado un espacio propio para las exposiciones temporales causando mucho trabajo «cada vez que se realizaba una exposición temporal, el traslado de gran parte de la colección a los almacenes.»
En 2019, en una búsqueda de conectar con el público se estableció la necesidad de «actualizarse y ofrecer un abanico amplio de actividades», se dispuso de un espacio para tales exposiciones temporales.

## La colección
La colección estable del museo, «que forma parte de los fondos museísticos del Gobierno de Navarra» y que están «cedidos temporalmente al Ayuntamiento de Tudela», recoge una muestra de pintura francesa del siglo XIX adquirida por el pintor Muñoz Sola. Hay pinturas que abordan todo tipo de temas: retratos, naturalezas muertas, paisajes, así como escenas de género, entre otros.
La colección está formada por un total de 156 obras, de las que 118 forman parte de su colección de pintura francesa y 38 son cuadros firmados por el autor.
La colección se compone de diferentes estilos de época, desde el barroco tardío ("El Cristo y la mujer adúltera" de JA Vallin), el neoclasicismo ("Venus, Adonis y Cupido" de Girodet de Roucy), el romanticismo ("El sueño" de Emile Renouf o la "Melancolía de Caminade"). Retratos "). Desde el naturalismo (como en las bodegas de Bergeret, Couty, Laurent o Boulet) hasta las huellas de la tradición barroca holandesa (Hugart de la Tour, Selmy, Eschbach, Maihad o Isabey), donde hay una diferencia en la naturaleza tradicional. en naturalezas muertas y paisajes.
Hay algún cuadro de otras época (barroco) pero el grueso de la colección es de los siglos XIX y XX, en su mayoría de pintores franceses.  Destaca por la variedad de temática y estilos. En esta época la multitud de tendencias, el cambio de pensamiento, las revueltas, la convierte en los cimientos de sociedad actual. Se asentaron las bases del arte contemporáneo. Me gusta decir, que esta colección es una muestra de todo esto. Es un trocito de nuestra historia. Alejado de los movimientos de vanguardia, a César, le gustaba coleccionar una pintura "amable" que además, le servía de aprendizaje. Me atrevo a decir, que tenía su propio museo en casa. Al fin y al cabo, todos los artistas (que se precien) eran y han sido asiduos contempladores de arte. Mentes curiosas y despiertas, dispuestas a observar como otros pintores han resuelto sus obras.
La planta baja es una presentación de la época. Hay cuadros románticos, neoclásicos, naturalistas mezclados con otros en los que la Modernidad se desprende en cada pincelada.  "Venus, Adonis y Cupido" descubrí que no es el nombre correcto, se trata del mito de Pigmalión y Galatea. Un previo del original que se expone en el Louvre. 

Destaca la presencia del posimpresionismo, que fue determinante en la forma de pintar de Muñoz Sola. Así, Cahours, Foubert, L'Hermite, Clary, Nozal o Montagne serán ejemplos de ello.

Interior del museo
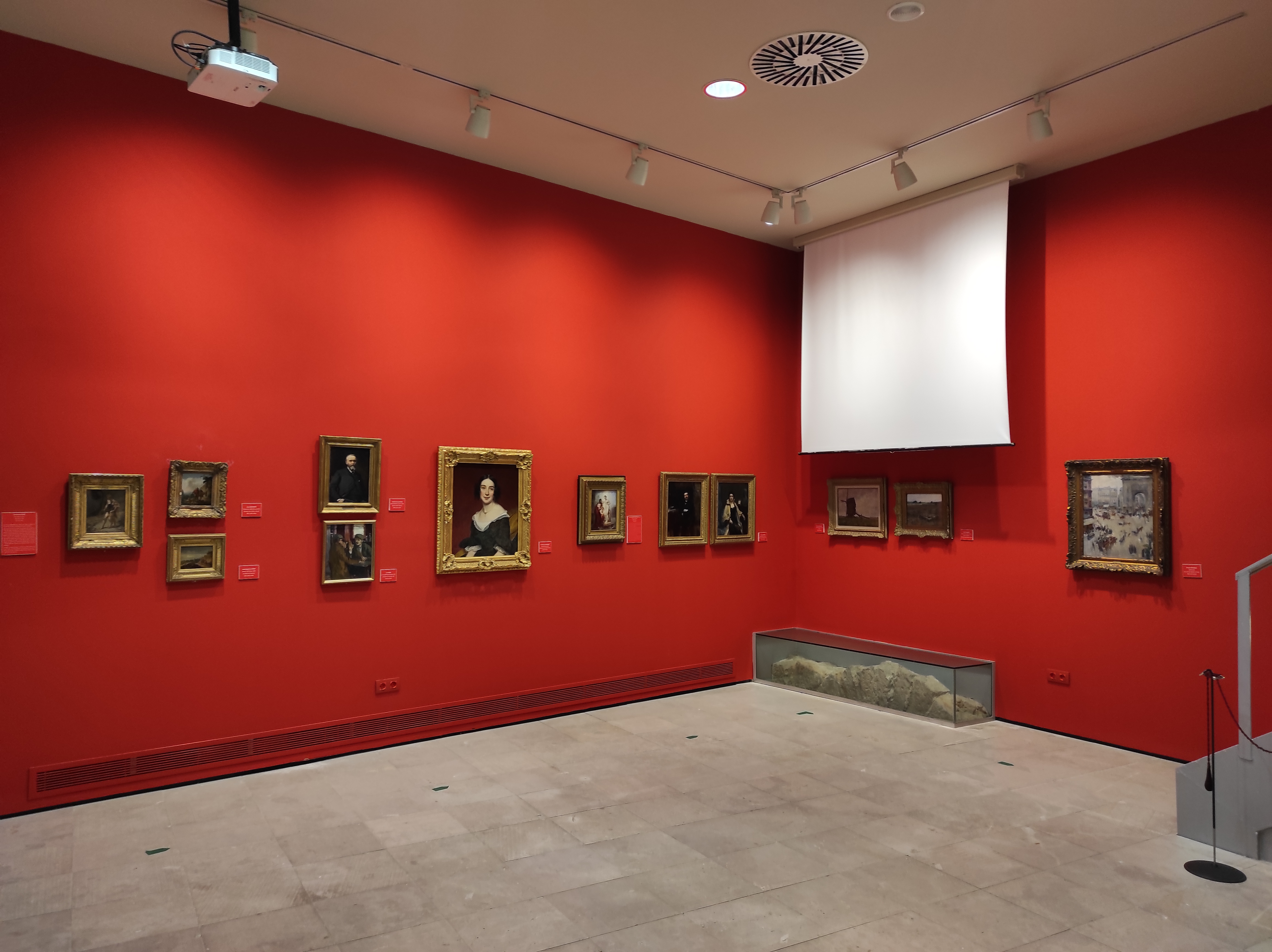
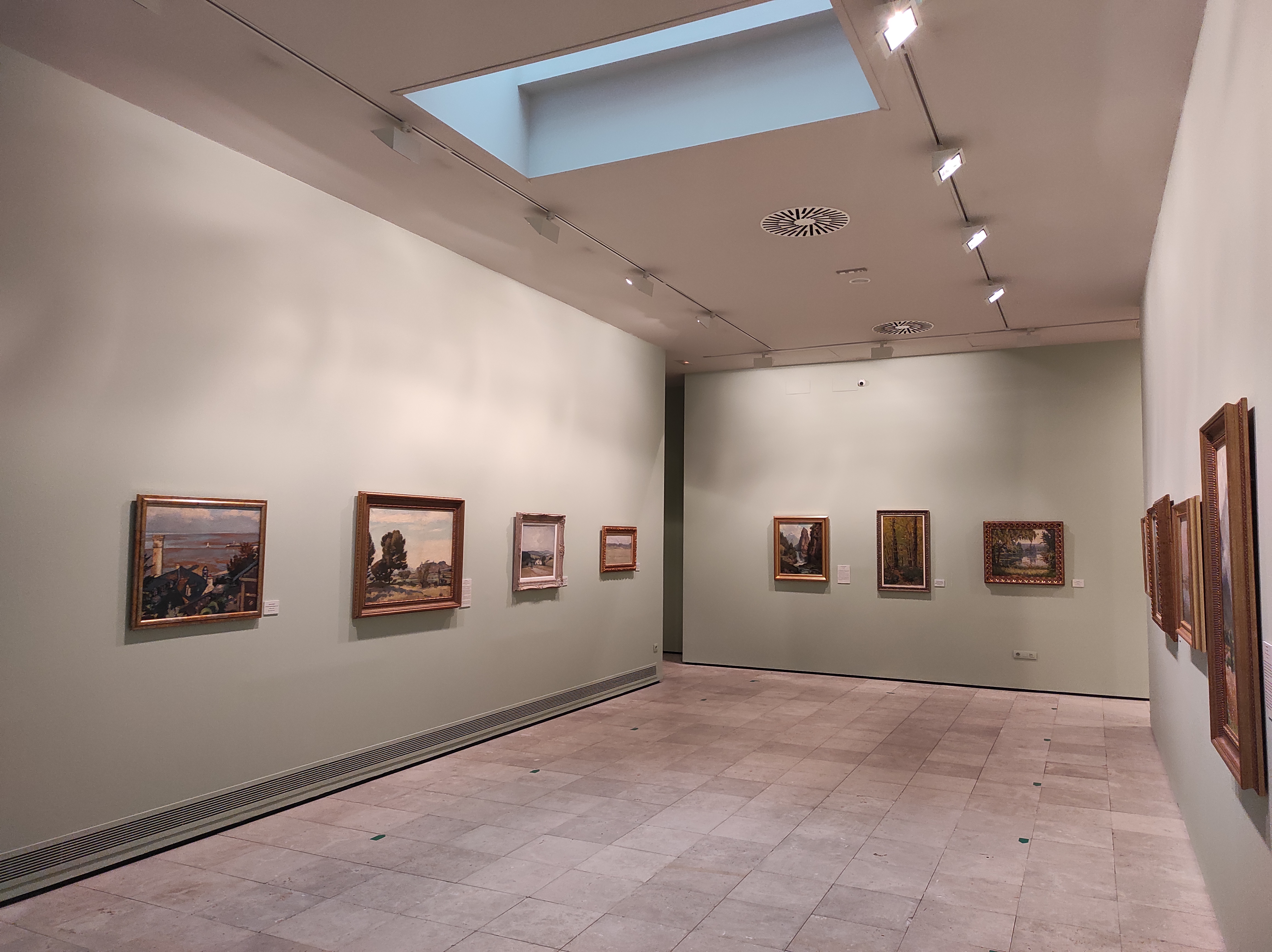
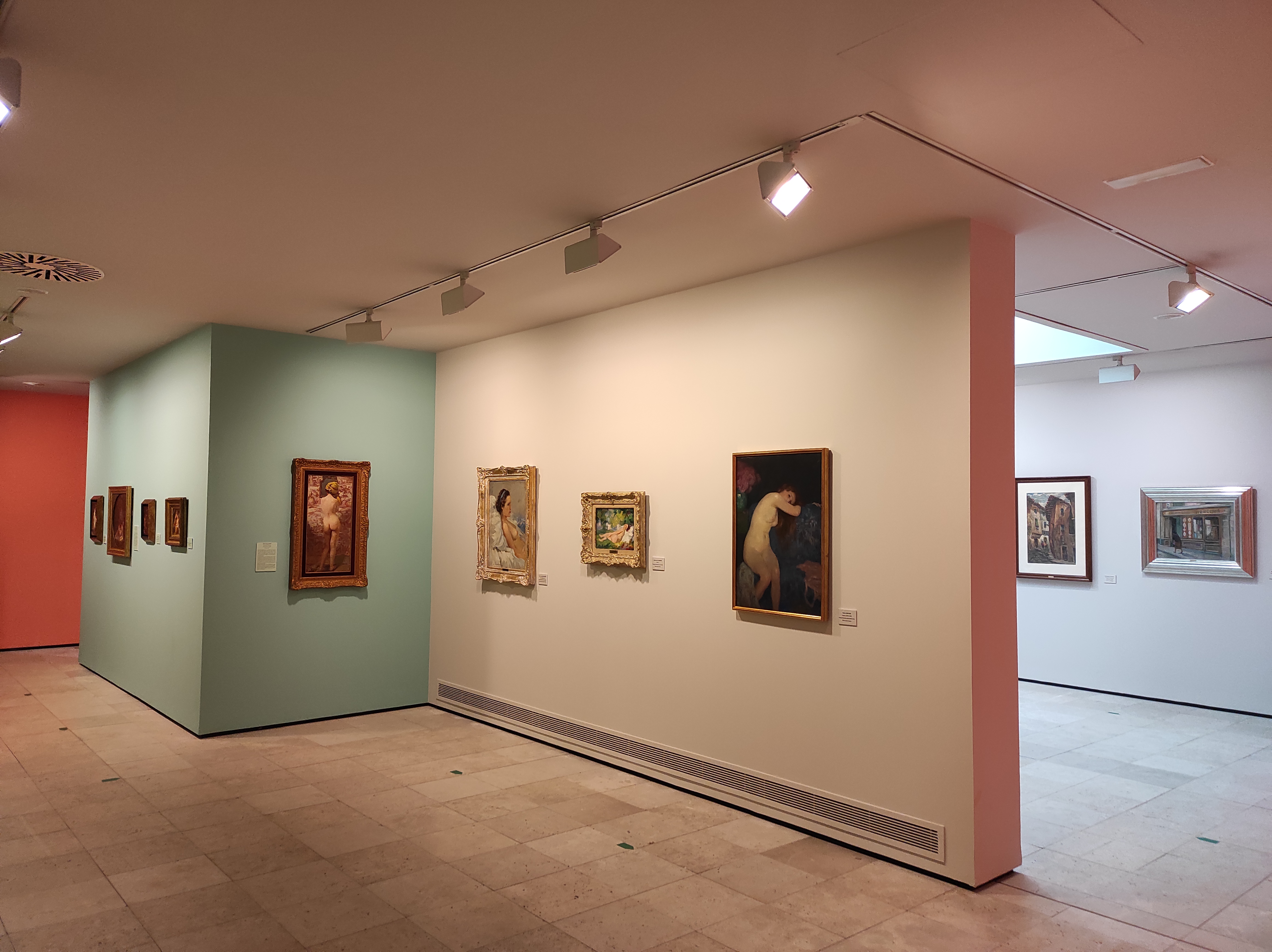
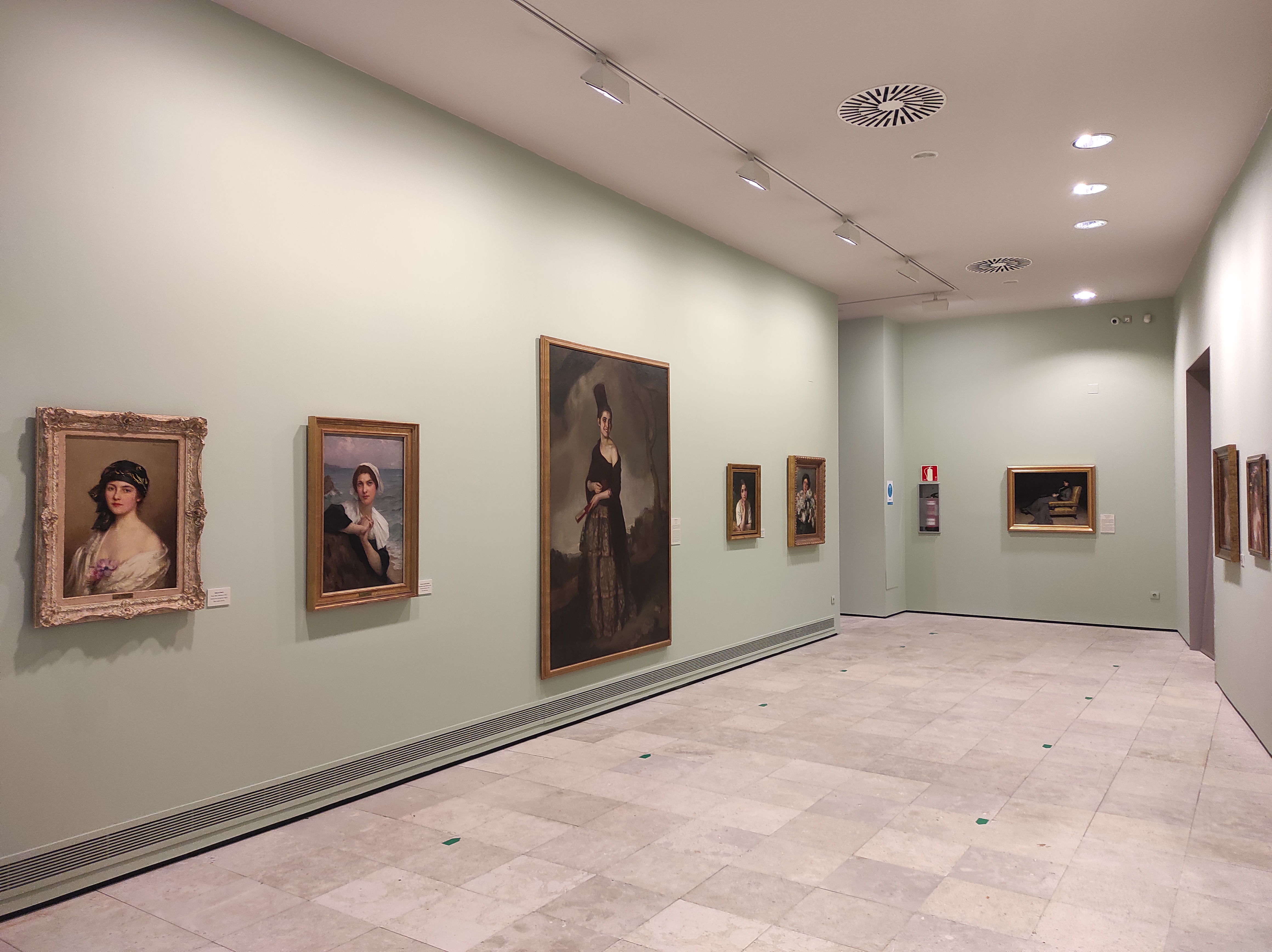

## Exposiciones temporales
- Exposición sobre Rafael del Real (Museo Muñoz Sola)2004: Inocente García Asarta.

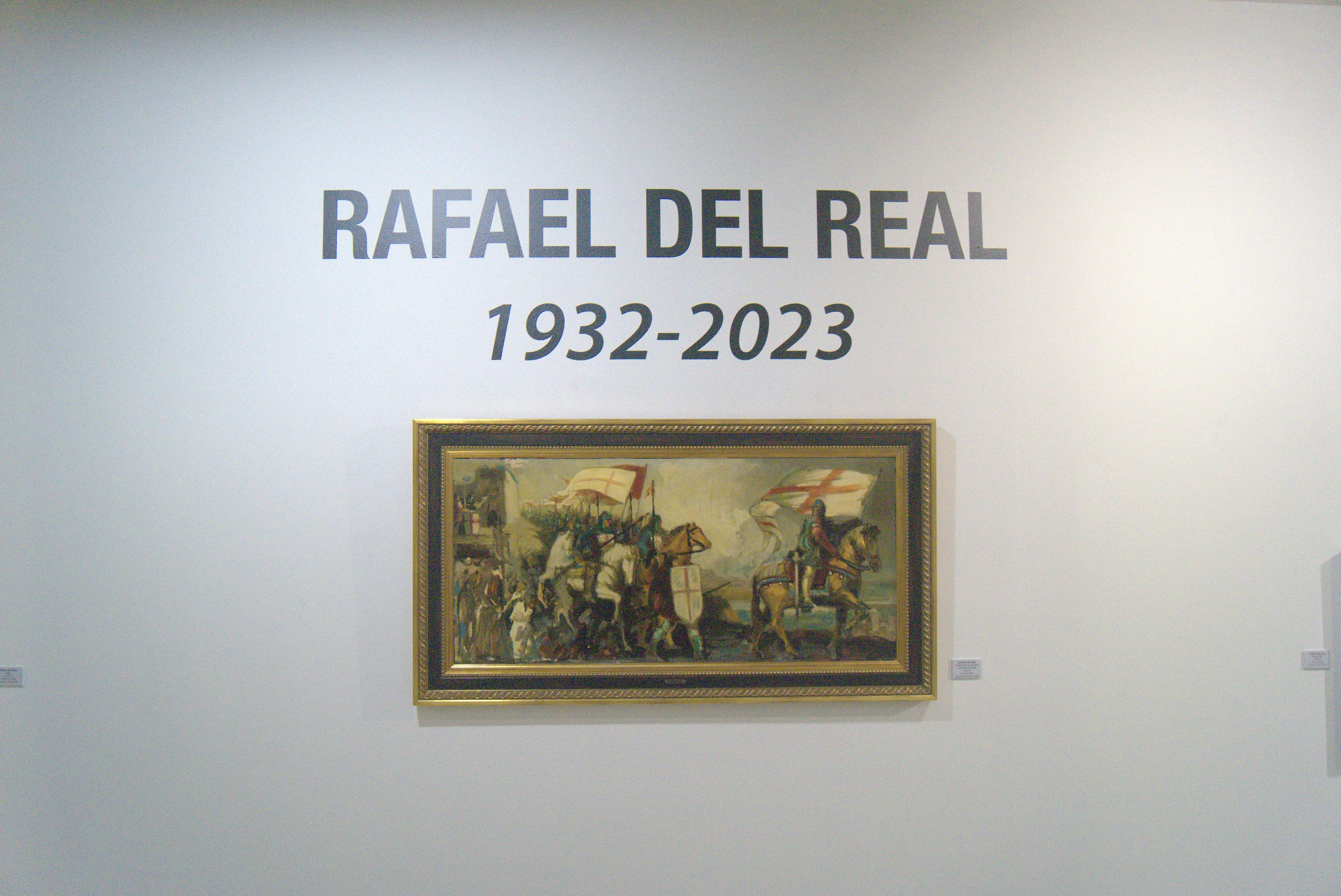
Exposición sobre Rafael del Real (Museo Muñoz Sola)

- 2005: Aureliano de Beruete y Moret.
- 2006: Ramón Casas i Carbó.
- 2007: Santiago Rusiñol y Prats.
- 2008: Ignacio Pinazo Camarlench.
- 2008: Pintura andaluza de la colección Thyssen Bornemisza.
- 2009: La mirada encontrada. Paralelos entre pintura y fotografía en el siglo XIX.
- 2019: Figuración contemporánea: el retrato. Muestra de artistas de Navarra (Jan Díez, Itziar Rincón, Javier Sueskun y Susana Ramos).[5]
- 2020: Paisajistas navarros de los siglos XIX y XX. Con una selección de 24 obras de la Colección de José María Muruzábal.[4]
- 2021: Muñoz Sola. Los años secretos (1940-1960). Exposición diseñada por el hijo del pintor, Tomás Muñoz con ocasión del centenario de su nacimiento.[6]
- 2024: Rafael DelReal 1932-2023. Exposición homenaje con ocasión de su reciente fallecimiento.[7]